# Luca Primon
Luca Primon (Trento, 1952 – Trento, 27 maggio 2017) è stato un liutaio italiano, tra i più rinomati a livello internazionale.

## Biografia
Sin da ragazzo si è dedicato allo studio del violoncello e del contrabbasso. Dal 1974 al 1979 ha frequentato la Scuola di liuteria del Conservatorio di Parma sotto la guida del maestro Renato Scrollavezza. In seguito si è specializzato con il maestro Jürgen von Stietencron. 
Dal 1980  ha insegnato presso la Scuola di liuteria del Comune di Milano e successivamente alla Scuola Internazionale di Liuteria di Cremona. È stato quindi fuori dall'Italia, tra il 1989 e il 1991 ha partecipato anche a concorsi nazionali e internazionali vincendo due medaglie d'oro e due di argento. Nel 1996 ha partecipato al corso di restauro del maestro Vahakn Nigogosian a Aberdeen, negli Stati Uniti, e nel 1997 al corso sulle nuove tecnologie in liuteria del maestro Edward Campbell a Tucson. Ha fatto parte di giurie e del Cenacolo dei liutai.
È tornato a vivere a Trento dove è morto nel maggio 2017 a 65 anni.

## Opere
- (con Marco Tiella), Strumenti musicali dell'Istituto della Pietà di Venezia, Venezia, Delchi, 1990